# HD281563
HD281563 — хімічно пекулярна зоря спектрального класу A4, що має видиму зоряну величину в смузі V приблизно  9,7.
Вона  розташована на відстані близько 731,3 світлових років від Сонця.